# Polyodontes tidemani
Polyodontes tidemani är en ringmaskart som beskrevs av Pflugfelder 1932. Polyodontes tidemani ingår i släktet Polyodontes och familjen Acoetidae. Inga underarter finns listade i Catalogue of Life.